# 1748 în literatură
Anul 1748 în literatură a implicat o serie de evenimente și cărți noi semnificative.  

## Cărți noi
- Mark Akenside - An Ode to the Earl of Huntingdon
- George Anson - A Voyage Round the World de Richard Walton
- Jean-Baptiste de Boyer, Marquis d'Argens - Thérèse Philosophe
- John Cleland - Memoirs of a Woman of Pleasure (sau Fanny Hill)
- Denis Diderot - Les bijoux indiscrets
- Eliza Haywood - Life's Progress through the Passions (roman)
- James Hervey - Meditations and Contemplations
- David Hume
  - An Enquiry Concerning Human Understanding
  - Three Essays, Moral and Political
- William Kenrick - The Town
- Montesquieu - De l'esprit des lois
- Julien Offray de La Mettrie - L'homme Machine
- Laetitia Pilkington - Memoirs
- Samuel Richardson - Clarissa, vols. ii - vii
- Thomas Sheridan - The Simile
- Tobias Smollett
  - The Adventures of Roderick Random
  - Traduce în engleză The Adventures of Gil Blas of Santillane de Alain-René Le Sage
- François-Vincent Toussaint - Les Mœurs
- Horace Walpole - A Second and Third Letter to the Whigs
- John Wesley - A Letter to a Person Lately Join'd with the People call'd Quakers
- Peter Whalley - An Enquiry into the Learning of Shakespeare